# Паскуале Малипиеро
Паскуале Малипиеро (на италиански: Pasquale Malipiero) е шестдесет и шестият венециански дож от 1457 до 1462 г.
Без големи постижения в професионален план и на политическата сцена, Малипиеро е избран за дож на 30 октомври 1457 г. с помощта на противниците на предишния дож Франческо Фоскари. За разлика от самоуверения си и решителен предшественик той трудно взема решения, но годините на неговото управление преминават спокойно и без войни.
Умира на 7 май 1462 г.

## Семейство
Малипиеро е женен за Джована Дандоло, дъщеря на Антонио Дандоло от патрицианската фамилия Дандоло. Тази енергична и ерудирана жена създава индустриалното производство на дантели и придобива една от първите отпечатани книги. Двамата имат трима сина и една дъщеря.